# Rawasari (Berbak)
Rawasari is een bestuurslaag in het regentschap Tanjung Jabung Timur van de provincie Jambi, Indonesië. Rawasari telt 734 inwoners (volkstelling 2010).